# Škrabutnik
Škrabutnik falu Horvátországban, Pozsega-Szlavónia megyében. Közigazgatásilag Pozsegához tartozik.

## Fekvése
Pozsegától légvonalban 7, közúton 10 km-re délnyugatra, a Pozsegai-hegység területén fekszik.

## Története
A korabeli írásos dokumentumok szerint a település már a középkorban is létezett. 1491-ben „Poss. Scrabwthnok” alakban találjuk. A török uralom idején katolikus horvátok lakták, akik mellé Boszniából pravoszláv szerbek települtek. Eredeti horvát lakosságából mára csak egy család maradt, míg a szerbek közül kettő. A 18. 19. és 20. században új telepesek érkeztek. A szerbek és a horvátok külön falut alkottak, melyek a vlach, illetve a katolikus jelzőt kapták. 1702-ben 9, 1760-ban 28 ház állt a településen.
Az első katonai felmérés térképén „Dorf Vall. Skrobutnik” és „Dorf Catho. Skrobutnik” néven látható. Lipszky János 1808-ban Budán kiadott repertóriumában „Skrabutnik (Walachisch et Katholisch)” néven szerepel. Nagy Lajos 1829-ben kiadott művében „Skrabutnik” néven 20 házzal, 30 katolikus és 117 ortodox vallású lakossal találjuk.
1857-ben 131, 1910-ben 258 lakosa volt. 1910-ben a népszámlálás adatai szerint lakosságának 74%-a szerb, 23%-a horvát anyanyelvű volt. Pozsega vármegye Pozsegai járásának része volt. Az első világháború után 1918-ban az új szerb-horvát-szlovén állam, majd később (1929-ben) Jugoszlávia része lett. 1991-ben lakosságának 47%-a szerb, 39%-a horvát nemzetiségű volt. A településnek 2011-ben 22 lakosa volt.

## Lakossága
| Lakosság változása | Lakosság változása | Lakosság változása | Lakosság változása | Lakosság változása | Lakosság változása | Lakosság változása | Lakosság változása | Lakosság változása | Lakosság változása | Lakosság változása | Lakosság változása | Lakosság változása | Lakosság változása | Lakosság változása | Lakosság változása |
| ------------------ | ------------------ | ------------------ | ------------------ | ------------------ | ------------------ | ------------------ | ------------------ | ------------------ | ------------------ | ------------------ | ------------------ | ------------------ | ------------------ | ------------------ | ------------------ |
| 1857               | 1869               | 1880               | 1890               | 1900               | 1910               | 1921               | 1931               | 1948               | 1953               | 1961               | 1971               | 1981               | 1991               | 2001               | 2011               |
| 131                | 126                | 150                | 160                | 207                | 258                | 248                | 262                | 166                | 193                | 168                | 125                | 88                 | 62                 | 47                 | 22                 |